# شهرستان آتلانتیک
شهرستان آتلانتیک، نیوجرسی (به انگلیسی: Atlantic County, New Jersey) یک سکونتگاه مسکونی در ایالات متحده آمریکا است که در نیوجرسی واقع شده‌است.